# 舊咖啡灣

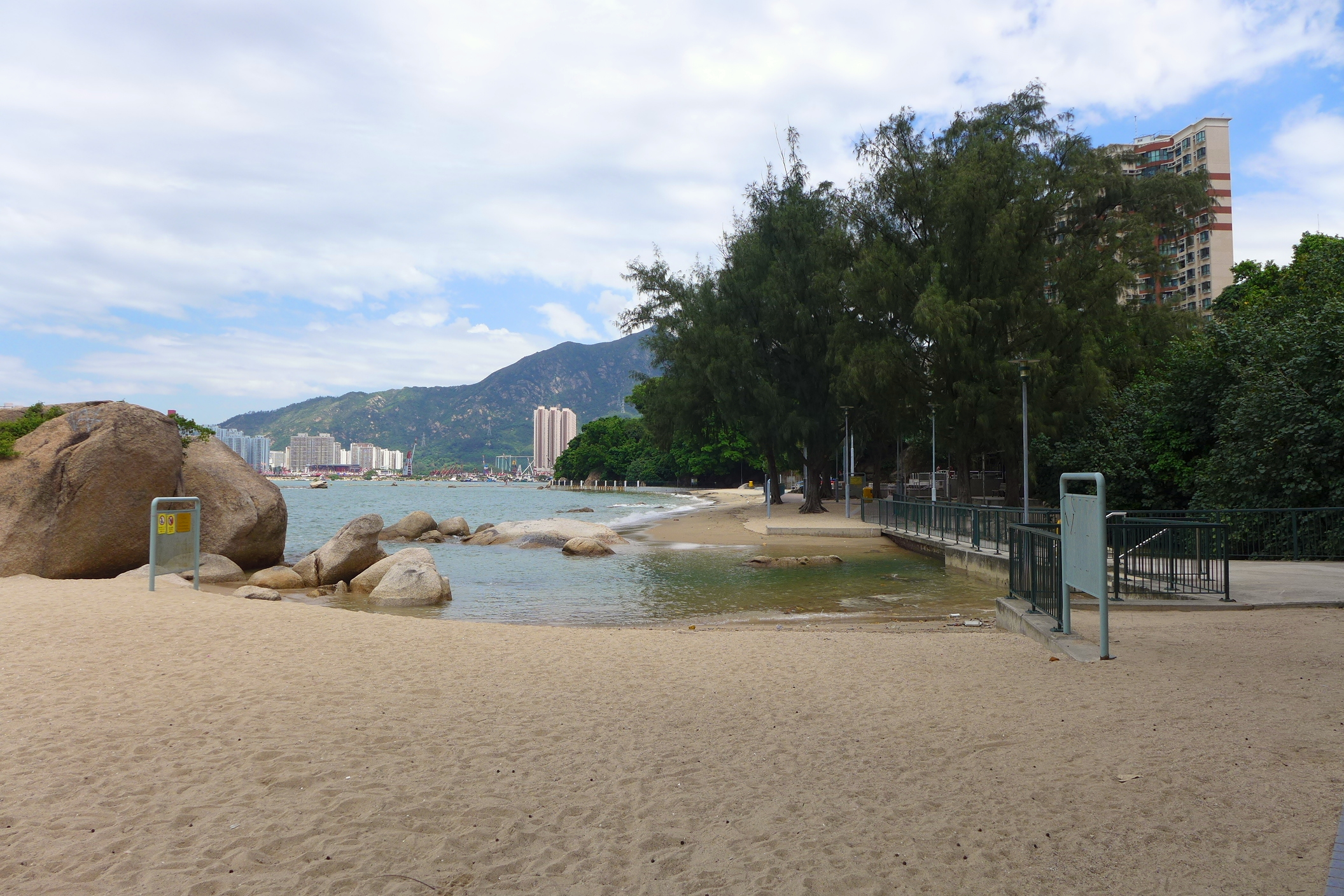
舊咖啡灣

舊咖啡灣泳灘（英語：Cafeteria Old Beach）位於香港新界屯門青山公路青山灣段及青盈路交會處或稱為青山公路18¾咪，是青山灣內的五泳灘之一，與加多利灣、新咖啡灣及黃金泳灘相連在同一海岸線之上，合併為香港最長海岸線之一的沙海灘。
舊咖啡灣泳灘曾屬私人所有，不開放給公眾人士使用，但現時則為康樂及文化事務署轄下的泳灘。

## 設施簡介
舊咖啡灣泳灘同康樂及文化事務署管轄的其他泳灘一樣，設有更衣室、淋浴間、洗手間，快餐亭、燒烤區及救生員值勤之基本服務和設施，灘內特設有一間休憩處讓泳客休憩，在青盈路入口處設有停車場車位供泳客使用。

## 泳灘重開
舊咖啡灣曾因水質嚴重污染問題，一度於1981年起長時間關閉，至2001年5月2日康文署宣布，該泳灘水質改善至已適宜游泳，並重新對外開放。

### 泳灘加設欄杆事件
2016年1月康文署突然在泳灘的一端加設長約二百多米的欄杆，令泳客無法直達泳灘，惹起不滿外，更組成「五泳灘公共資源關注組」，收集逾百位市民簽名，要求康文署移除欄杆。唯康文署未有回覆加設欄杆的原因。

## 鄰近參見
- 青山灣泳灘
- 加多利灣
- 新咖啡灣
- 黃金泳灘

## 註腳
1. ↑  . 2001年5月2日  [2013年7月13日]. （原始内容存档于2016年3月4日）.
2. ↑  . 2016年3月15日  [2016年3月18日]. （原始内容存档于2018年5月12日）.

22°22′30″N 113°59′05″E / 22.3751°N 113.9847°E